# Cobalt (Ontario)
Cobalt es un pueblo canadiense situado en la provincia de Ontario.

## Superficie
Cobalt tiene una superficie de 2,07 km².

## Demografía
En 2021, tenía 989 habitantes, una densidad poblacional de 478,5 hab./km², y 542 viviendas.